# Liste der Biografien/Taf
Liste der Biografien |
Portal Biografien |
Personensuche
# |
A |
B |
C |
D |
E |
F |
G |
H |
I |
J |
K |
L |
M |
N |
O |
P |
Q |
R |
S |
T |
U |
V |
W |
X |
Y |
Z |
?
 
Ta |
Tc |
Te |
Tf |
Tg |
Th |
Ti |
Tj |
Tk |
Tl |
Tm |
To |
Tq |
Tr |
Ts |
Tu |
Tv |
Tw |
Tx |
Ty |
Tz
 
Taa |
Tab |
Tac |
Tad |
Tae |
Taf |
Tag |
Tah |
Tai |
Taj |
Tak |
Tal |
Tam |
Tan |
Tao |
Tap |
Taq |
Tar |
Tas |
Tat |
Tau |
Tav |
Taw |
Tax |
Tay |
Taz
Die Liste der Biografien führt alle Personen auf, die in der deutschsprachigen Wikipedia einen Artikel haben. Dieses ist eine Teilliste mit 100 Einträgen von Personen, deren Namen mit den Buchstaben „Taf“ beginnt.

## Taf

### Tafa
- Tafa, Askale (* 1984), äthiopische Marathonläuferin
- Tafa, Tesfaye (* 1962), äthiopischer Langstreckenläufer
- Tafaj, Myqerem (* 1957), albanischer Politiker (Demokratische Partei Albaniens), Minister für Bildung
- Tafari Benti (1921–1977), äthiopischer General, Staatsoberhaupt von Äthiopien (1974–1977)
- Tafari-Ama, Imani (* 1960), jamaikanische Kulturanthropologin, Hochschullehrerin, Autorin und Kuratorin
- Tafazoli, Hamid (* 1968), Literaturwissenschaftler

### Tafd
- Tafdrup, Christian (* 1978), dänischer Schauspieler, Filmregisseur und Drehbuchautor
- Tafdrup, Mads (* 1985), dänischer Drehbuchautor
- Tafdrup, Pia (* 1952), dänische Schriftstellerin und Poetin

### Tafe
- Tafel, Albert (1876–1935), deutscher Forschungsreisender, Arzt und Geograph
- Tafel, Emil Otto (1838–1914), deutscher Architekt
- Tafel, Franz (1799–1869), deutscher bayerischer Politiker
- Tafel, Gottlieb Lukas Friedrich (1787–1860), deutscher klassischer Philologe, Pionier der Byzantinistik
- Tafel, Gottlob (1801–1874), württembergischer Rechtskonsulent und Politiker
- Tafel, Gustav (1830–1908), deutschamerikanischer Drucker, Offizier im Amerikanischen Bürgerkrieg und Bürgermeister von Cincinnati
- Tafel, Hermann (1833–1909), deutscher Jurist und Politiker
- Tafel, Johann Friedrich Immanuel (1796–1863), deutscher evangelischer Theologe
- Tafel, Johann Friedrich Karl Leonhard (1800–1880), deutscher evangelischer Übersetzer
- Tafel, Julius (1827–1893), deutscher Unternehmer
- Tafel, Julius (1862–1918), deutscher Chemiker
- Tafel, Karlheinz (1948–2012), deutscher Hörspiel- und Synchronsprecher
- Tafel, Paul (1872–1953), deutscher Maschinenbau-Ingenieur, Autor und völkischer Politiker
- Tafel, Paul, deutscher Architekt
- Tafel, Sibylle (* 1966), deutsche RegisseurinSibylle Tafel (* 1966)

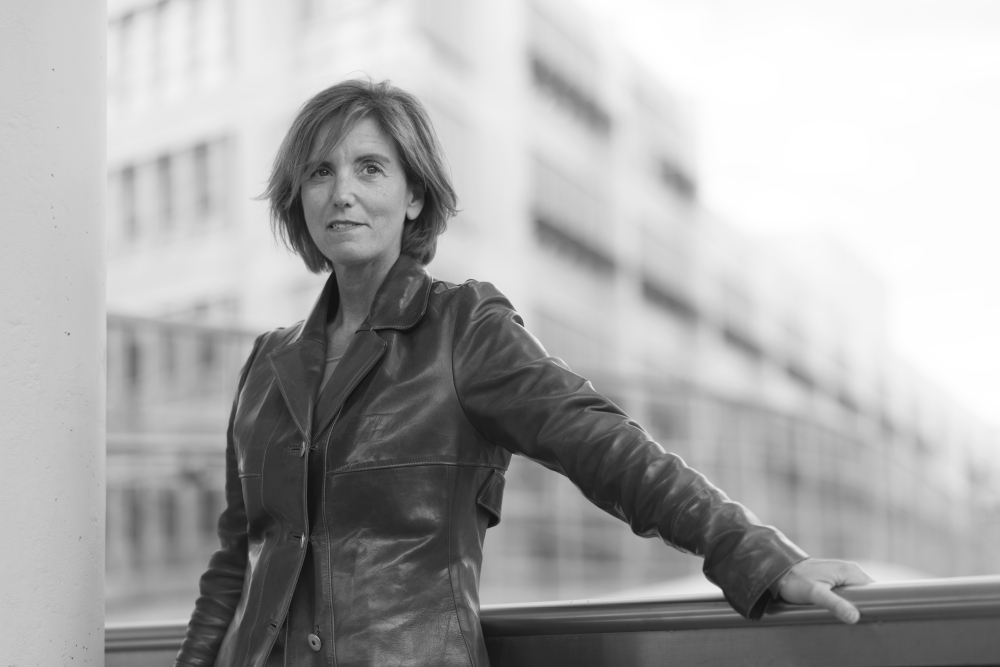
Sibylle Tafel (* 1966)

- Tafel, Tristan (* 1990), kanadischer Skicrosser
- Tafel, Victor (1881–1946), deutscher Metallurge
- Tafel, Wilhelm (1868–1931), deutscher Unternehmer und Hochschullehrer
- Tafelmacher, August (1860–1942), deutscher Pädagoge
- Tafelmaier, Walter (* 1935), deutscher Grafiker
- Tafelmaker, Barward (1487–1565), deutscher Baumeister und Brauer
- Tafelmeier, Klaus (* 1958), deutscher Leichtathlet und Olympiateilnehmer
- Tafenau, Kristjan (* 1998), estnischer Hochspringer
- Tafer, Yannis (* 1991), französischer Fußballspieler
- Taferner, Evamarie (* 1929), oberösterreichische Schriftstellerin
- Taferner, Hubert (1925–2022), österreichischer Architekt und Grafiker
- Taferner, Matthäus (* 2001), österreichischer Fußballspieler
- Tafesh, Khaled, palästinensischer Politiker
- Tafesse Abebe, Lidya (* 1980), äthiopische Fußballschiedsrichterin

### Taff
- Taff, Laurence G. (* 1947), US-amerikanischer Astronom und Asteroidenentdecker
- Taff, Russ (* 1953), US-amerikanischer Sänger und Songwriter
- Taffanel, Paul (1844–1908), französischer Flötist und Komponist
- Taffarel, Cláudio (* 1966), brasilianischer FußballspielerCláudio Taffarel (* 1966)

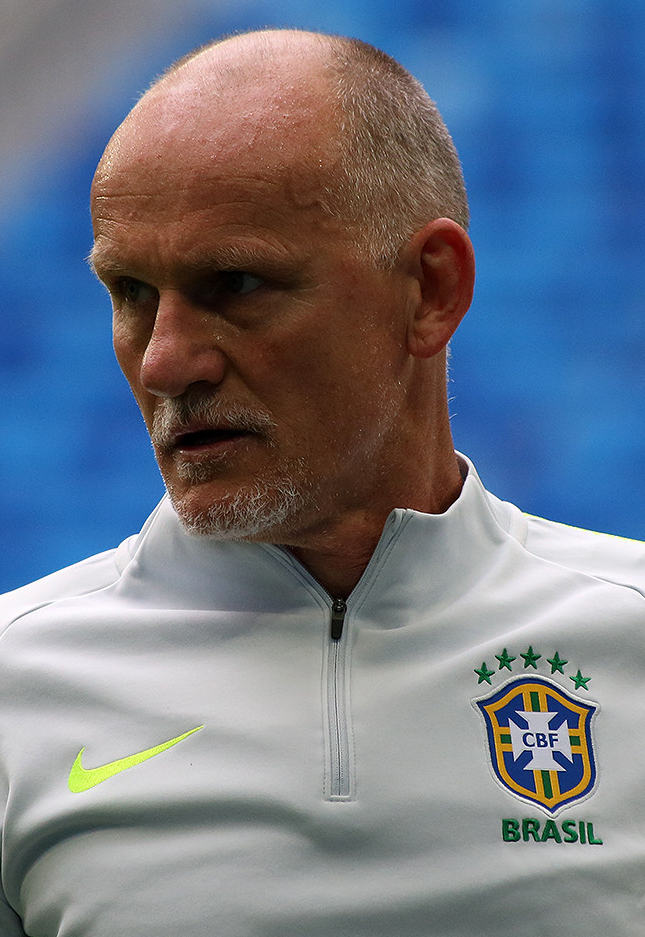
Cláudio Taffarel (* 1966)

- Taffe, Jeff (* 1981), US-amerikanischer Eishockeyspieler
- Taffe, John (1827–1884), US-amerikanischer Politiker (Republikanische Partei)
- Taffertshofer, Agathe (* 1956), deutsche Schauspielerin
- Taffertshofer, Emanuel (* 1995), deutscher Fußballspieler
- Taffertshofer, Ulrich (* 1992), deutscher Fußballspieler
- Taffi, Antonio (1897–1970), italienischer Geistlicher, römisch-katholischer Erzbischof und Diplomat des Heiligen Stuhls
- Taffin, Jean († 1602), niederländischer Calvinist und Hofprediger von Wilhelm von Oranien
- Tafforeau, Paul (* 1977), französischer Paläontologe
- Taffra, Ildegarda (1934–2020), italienische Skilangläuferin

### Tafi
- Tafi, Andrea, italienischer Künstler
- Tafi, Andrea (* 1966), italienischer RadrennfahrerAndrea Tafi (* 1966)

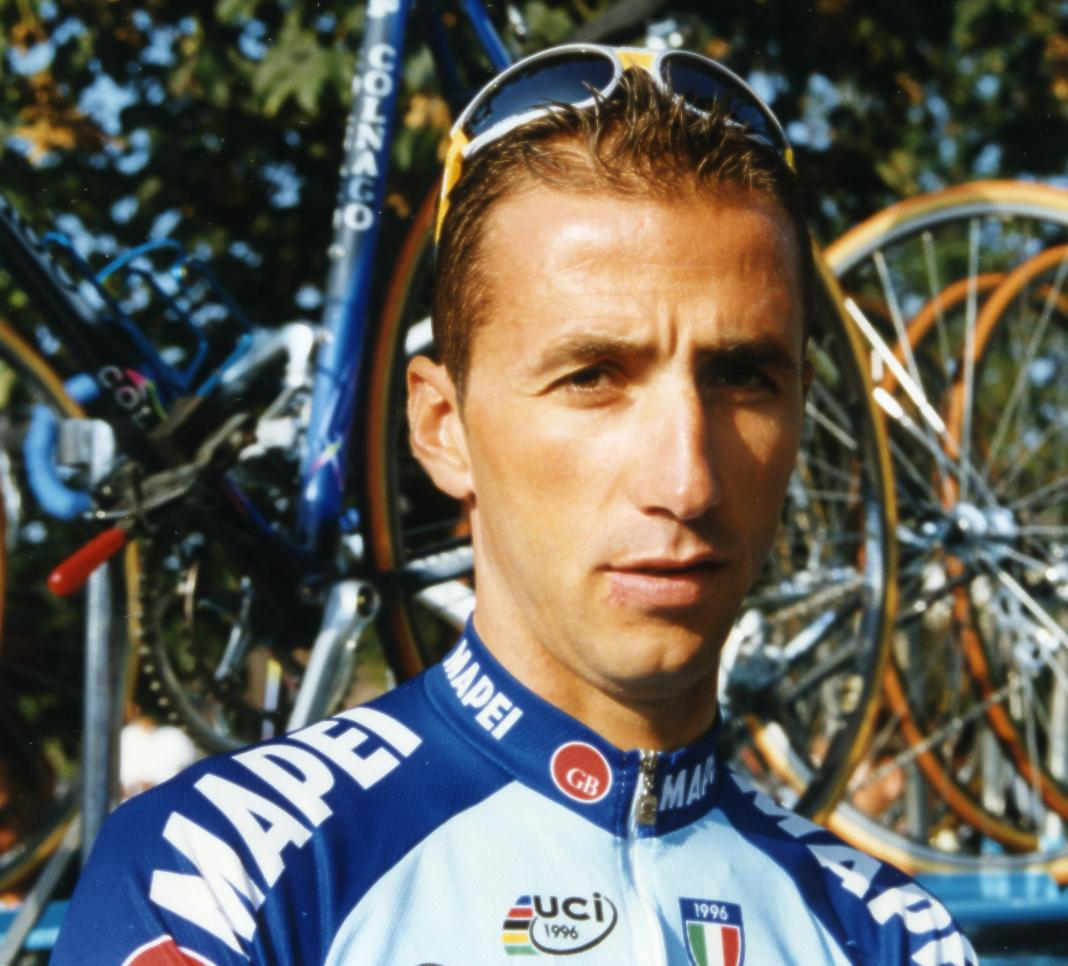
Andrea Tafi (* 1966)

- Tafinger, Friedrich Wilhelm (1726–1777), deutscher Rechtswissenschaftler und Hochschullehrer
- Tafinger, Johann Andreas (1728–1804), deutscher Pädagoge und lutherischer Theologe
- Tafinger, Wilhelm Gottlieb (1691–1757), deutscher evangelischer Geistlicher, Theologe Generalsuperintendent von Adelberg
- Tafinger, Wilhelm Gottlieb von (1760–1813), deutscher Rechtswissenschaftler und Hochschullehrer
- Tafirenyika, Leon (* 1999), simbabwischer Leichtathlet
- Tafirenyika, Masimba, simbabwischer Journalist und UN-Beamter

### Tafj
- Tafjord, Ann-Eli (* 1976), norwegische Skilangläuferin
- Tafjord, Hild Sofie (* 1974), norwegische Waldhornistin (Jazz, Improvisationsmusik)
- Tafjord, Runar (* 1957), norwegischer Waldhornist (Jazz)
- Tafjord, Stein Erik (* 1953), norwegischer Tubist (Jazz)

### Tafl
- Tafla, Bairu (* 1938), eritreischer Afrikanist
- Tafler, Sydney (1916–1979), britischer Schauspieler

### Tafn
- Tafner, Vidor (1881–1966), ungarischer Zoologe und Goldschmied

### Tafo
- Tafolla, Antonio, mexikanischer Fußballspieler und -trainer
- Tafoya, Arthur Nicholas (1933–2018), US-amerikanischer Geistlicher, römisch-katholischer Bischof von Pueblo
- Tafoya, Catarino (1940–2012), mexikanischer Fußballspieler und -trainer

### Tafr
- Tafralis, Gregg (1958–2023), US-amerikanischer Kugelstoßer
- Tafrathshofer, Johann Baptist (1814–1889), deutscher römisch-katholischer Priester, Pädagoge und Schriftsteller
- Tafreshian, Aram (* 1990), deutscher Schauspieler
- Tafrow, Stefan (* 1958), bulgarischer Politiker und Diplomat

### Taft
- Taft, Alphonso (1810–1891), US-amerikanischer Politiker, Jurist und Diplomat
- Taft, Andreas († 1294), florentinischer Mosaik-Arbeiter
- Taft, Bob (* 1942), US-amerikanischer Politiker
- Taft, Charles Phelps (1843–1929), US-amerikanischer Politiker (Republikanische Partei)
- Taft, Dudley (* 1966), amerikanischer Gitarrist und Sänger
- Taft, Helen (1861–1943), US-amerikanische First Lady
- Taft, Hessy Levinsons (* 1934), lettisch-US-amerikanische Chemikerin
- Taft, Jessie (1882–1960), US-amerikanische Soziologin und Sozialarbeiterin
- Taft, Kingsley A. (1903–1970), US-amerikanischer Jurist und Politiker
- Taft, Lorado (1860–1936), US-amerikanischer Bildhauer und Schriftsteller
- Taft, Louise (1827–1907), US-amerikanische Ehefrau von Alphonso Taft
- Taft, Lydia (1712–1778), erste Frau die im kolonialisierten Amerika ihre Stimme bei einer Wahl abgab
- Taft, Philip (1902–1976), US-amerikanischer Ökonom und Wirtschaftshistoriker
- Taft, Robert A. (1889–1953), US-amerikanischer Politiker
- Taft, Robert F. (1932–2018), amerikanischer Jesuit
- Taft, Robert junior (1917–1993), US-amerikanischer Politiker (Republikanische Partei)
- Taft, Ron (* 1947), US-amerikanischer Schauspieler
- Taft, Royal C. (1823–1912), US-amerikanischer Politiker
- Taft, Russell S. (1835–1902), US-amerikanischer Politiker und Anwalt
- Taft, William Howard (1857–1930), US-amerikanischer Politiker und Jurist, 27. Präsident der USA und Oberster BundesrichterWilliam Howard Taft (1857–1930)

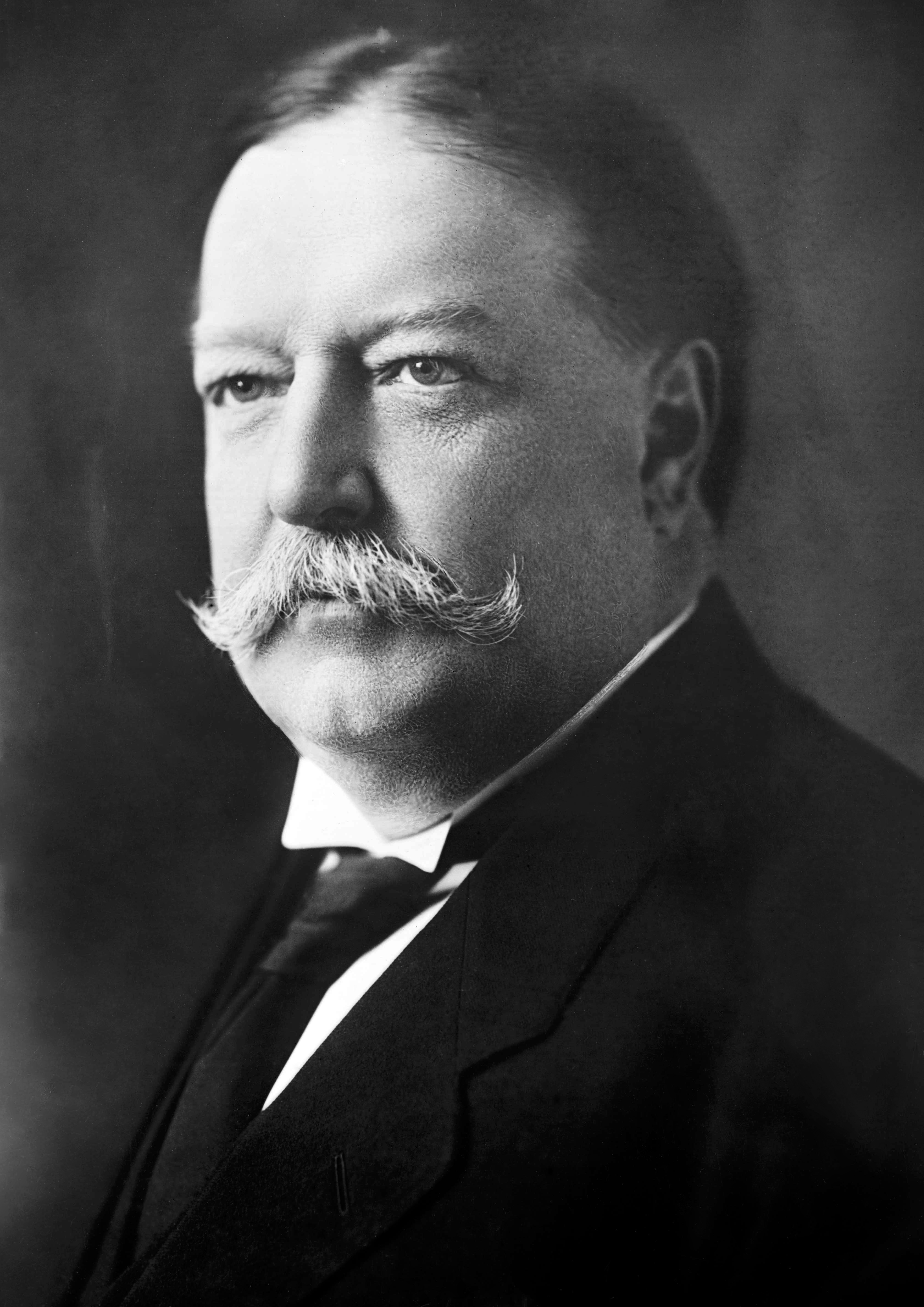
William Howard Taft (1857–1930)

- Taft, Zulime (1870–1942), US-amerikanische Malerin und Bildhauerin
- Taftāzānī, at- (1322–1390), persischer sunnitischer Scholastiker und Übersetzer
- Taftian, Hassan (* 1993), iranischer Sprinter

### Tafu
- Tafuna, Melino (* 2006), tongaischer Leichtathlet
- Tafunga Mbayo, Jean-Pierre (1942–2021), kongolesischer Ordensgeistlicher, römisch-katholischer Erzbischof von Lubumbashi
- Tafur, Pero, spanischer Reiseberichterstatter
- Tafuro, Federica (* 1989), italienische Grasskiläuferin